# 大叶杨
大叶杨（学名：Populus lasiocarpa）为杨柳科杨属的植物，为中国的特有植物。分布在中国大陆的贵州、陕西、云南、四川、湖北等地，生长于海拔1,300米至3,500米的地区，常生于山坡及沿溪林中灌丛中，目前尚未由人工引种栽培。

## 异名
- Populus lasiocarpa Oliv. var. longiamenta P. Y. Mao et P. X. He